# Still Gotta Mean Something
«Todavía Tengo que Decir Algo» —título original en inglés: «Still Gotta Mean Something»— es el décimo cuarto episodio de la octava temporada de la serie de televisión posapocalíptica, horror The Walking Dead . En el guion estuvo cargo Eddie Guzelian y Michael E. Satrazemis dirigió el episodio, que salió al aire en el canal AMC el 1 de abril de 2018. Fox hizo lo propio en España e Hispanoamérica el día siguiente, respectivamente. 
Este episodio marca la última aparición del actor Joshua Mikel (Jared) debido a que su personaje fue asesinado por Morgan (Lennie James) quien estuvo trabajando desde la temporada anterior como parte del elenco recurrente.

## Trama
En un flashback, Jadis (Pollyanna McIntosh) finge estar muerta para salvarse de la masacre de los carroñeros por Simon (Steven Ogg) y los Salvadores. En el presente, se toma un tiempo para recuperarse antes de recoger a un cautivo Negan (Jeffrey Dean Morgan) y llevar su bate de béisbol modificado, "Lucille" y una maleta. Negan intenta disculparse por lo que le pasó a su gente, reconociendo que Simon había ido en contra de sus órdenes para eliminar a los carroñeros, pero Jadis es firme y amenaza con matarlo. Mientras ella está fuera de la vista, él puede acceder a su maleta, que contiene una pistola y fotos de su pasado, convenciéndola a hablar para que no las destruya con una bengala. Revela que nombró a su bate de béisbol con el nombre de su difunta esposa, Lucille, y con las fotos de Jadis, su bate es lo último que debe recordar de su vida anterior. El reloj de pulsera de Jadis emite un pitido y de repente, apresura a Negan para que capte la bengala, pero se la quita de las manos en un charco y se apaga. Ella se apresura a conseguir otra bengala cuando un helicóptero flota brevemente sobre su cabeza antes de desaparecer, demasiado tarde para ver la segunda bengala de Jadis. Jadis se rompe en lágrimas, y ella deja ir a Negan; él le ofrece venir con él y seguir un nuevo camino, pero ella se niega.
Mientras tanto, la comunidad de Hilltop se reagrupa después del ataque de los Salvadores. Tara (Alanna Masterson) intenta sin éxito influir en Daryl (Norman Reedus) que Dwight es Todavía leal a ellos después del ataque. Michonne (Danai Gurira) trata de convencer a Rick (Andrew Lincoln) para que le lean el último mensaje de su hijo Carl, pero no puede venir a hacerlo. En su lugar, decide ubicar a los prisioneros salvadores profugos, y Alden (Callan McAuliffe) sugiere que visite un bar cercano.
Morgan (Lennie James) se siente culpable por la desaparición de Henry (Macsen Lintz), ya que Henry había estado buscando venganza contra Jared (Joshua Mikel), el Salvador que mató a su hermano y a su vez alumno de Morgan Benjamin. Él sale a buscarlo, acompañado por Carol (Melissa McBride). Encuentran a un caminante con el arma de Henry a través de él, y Morgan cree que Henry debe estar muerto y en su lugar se dirige hacia el camino, mientras que Carol va en la dirección de donde vino el caminante para encontrar a Henry. Morgan se encuentra con Rick y mientras evitan que una horda caminante se dirija hacia el bar, son capturados por los Salvadores prófugos, liderados por Jared. Cuando Rick y Morgan vienen al bar, encuentran a los salvadores discutiendo entre ellos sobre volver a la colonia de Hilltop. Rick promete una amnistía a cualquiera que quiera regresar y advierte sobre una horda que se aproxima, pero llega demasiado tarde cuando los caminantes inundan el bar. Algunos de los salvadores liberaron a Rick y Morgan de sus ataduras. Rick ayuda a eliminar a los caminantes, pero luego junto con Morgan asesinan a los salvadores restantes. Morgan persigue a Jared y lo atrapa intencionalmente en una habitación con caminantes, ambos mantienen una pelea y Morgan logra dominarlo y este se encierra mediante unas rejas dejando a Jared para que muera devorado por la horda caminante. Mientras se recogen, Rick le pregunta a Morgan qué ha cambiado para hacerlo vengativo desde su primer encuentro; Morgan responde que él tenía a su hijo en ese entonces. Mientras tanto, Carol es capaz de encontrar a Henry defendiéndose de los caminantes. Ella ayuda a rescatarlo y lo lleva de regreso a Hilltop para una feliz reunión. Rick y Morgan regresan, y Morgan informa a Henry que mató a Jared. Henry dice que lo siente, pero Morgan le dice que nunca diga que lo siente, y se va solo. En su habitación, Rick lee con lágrimas su carta de Carl.
En otros lugares, Daryl y Rosita (Christian Serratos) descubren la fábrica de municiones de los Salvadores, donde Eugene (Josh McDermitt) está ayudando para mantener en gestión su suministro de munición. Daryl y Rosita planean matar a los hombres que manejan la fábrica para terminar el suministro. Al mismo tiempo, Negan está en camino de regreso al Santuario cuando encuentra una cara familiar y les ofrece un paseo. De vuelta en el Santuario, los guardias de la puerta se sorprenden al ver a Negan vivo, creyendo que lo habían matado basándose en lo que Simon les había dicho. Dejaron entrar a Negan y su pasajero misterioso, pero Negan les dice que no le cuenten a nadie más sobre su regreso.

## Producción
El episodio se centra en la desaparición de Henry (Macsen Lintz) y aquellos salvadores prisioneros que se dieron a la fuga, durante la noche del ataque Salvador a la colonia Hilltop, mientras que los actores Seth Gilliam (Gabriel Stokes), Ross Marquand (Aaron), Austin Amelio (Dwight), Tom Payne (Paul "Jesús" Rovia), Xander Berkeley (Gregory), Khary Payton (Ezekiel), Steven Ogg (Simon) y Katelyn Nacon (Enid) no aparecen pero igual son acreditados.
Este episodio marca la última participación de Jared (Joshua Mikel), un salvador que apareció desde el segundo episodio de la temporada anterior junto con Gavin (Jayson Warner Smith) quien también dio su última aparición en el episodio anterior durante las alucinaciones de Morgan (Lennie James) quien fue asesinado por Henry (Macsen Lintz) en el episodio estreno de mitad de temporada. Sin embargo, durante el asalto al Reino, mientras que Morgan lo encierra para que los caminantes se lo devoren, esta escena se asimila con la muerte de Noah (Tyler James Williams) quien también muere de la misma manera en la quinta temporada.
La escena en la que Carol (Melissa McBride) salva a Henry de los caminantes mientras está atrapado entre las raíces de los árboles refleja la escena del episodio de estreno de la segunda temporada, "What Lies Ahead", en la que Rick (Andrew Lincoln) se introduce con la hija de Carol, Sophia (Madison Lintz), en un conjunto similar de las raíces de los árboles para que ella se esconda de los caminantes; esta fue la última vez que Sophia fue vista con vida en la serie, ya que la encontraron convertida en una caminante en el episodio final de mitad de temporada, "Pretty Much Dead Already". Además, Henry es interpretado por Macsen Lintz, el hermano menor de Madison Lintz, la actriz que interpretó a Sophia.

## Recepción

### Recepción crítica
"Still Gotta Mean Something" recibió en general críticas positivas de los críticos. En Rotten Tomatoes, tiene un 73% con unacalificación promedio de 6.73 sobre 10, basado en 22 valoraciones. El consenso del sitio dice: "Aunque algunas motivaciones de los personajes siguen siendo alucinantes, un peligroso cambio de moralidad entre el héroe y el villano -- junto con una muerte gratificante y horrible -- hacen que "Still Gotta Mean Something" "sea una apasionante guía- hasta los últimos dos episodios de esta temporada The Walking Dead .

### Índices de audiencia
El episodio recibió una audiencia total de 6.30 millones con una calificación de 2.6 en adultos de 18-49 años, marcando un episodio de temporada baja, y el más bajo desde el episodio de la segunda temporada "Secrets". Esta fue una disminución con respecto a la semana anterior, que tuvo 6.77 millones de espectadores.